# 白俄罗斯国立信息技术无线电电子大学
白俄罗斯国立信息技术无线电电子大学，1964年建立于明斯克，1993年改称为白俄罗斯国立信息和无线电电子大学。在这段时间内，学院培养了4.9万位工程师，75位博士，765位副博士。如今，在学院的38个教研室和10个系进行工程技术员的培训。学院有不同教育形式，包括面授部，夜校部，函授部和远程教育。在校学生总人数为15000多人，留学生人数为350人。

## 结构设置
- 预备教育
- 计算机设置系
- 信息技术管理系
- 无线电技术和电子学系
- 计算机网络系统系
- 电子通讯系
- 工程技术与经济学系
- 军事系
- 函授部与连续远程教育系
- 信息技术学院

## 体育活动
体育课为主体育课培养形式。每周有两节体育课（四个小时）。学生会可以自己选择自己喜欢的体育班，包括足球班排球班、篮球班、田径班、游泳班、体操班、韵律操班等。学校设有运动建筑群、足球场、游泳馆和体操场。

## 休闲娱乐
学院一共有45个艺术团体，不断的举行文化娱乐活动。假期时间学生可以在布拉斯拉夫湖泊度过。白俄罗斯共青团青年团学生工会、学术委员会、《星座》学生志愿者团体等在白俄罗斯国立信息和无线电大学积极地工作。